# John Boswell (rugbysta)
John Boswell (ur. 16 lutego 1867 w Garallan w Ayrshire, zm. 5 stycznia 1948 w Edynburgu) – szkocki rugbysta, reprezentant kraju, prawnik i żołnierz.

## Życiorys
W latach 1889–1894 rozegrał w Home Nations Championship piętnaście spotkań dla szkockiej reprezentacji zdobywając łącznie dwadzieścia sześć punktów.
Absolwent Loretto School i Brasenose College w Oksfordzie, a następnie studiów prawniczych na University of Glasgow. Uczestnik II wojny burskiej i I wojny światowej, odznaczony rosyjskim Orderem Orła Białego.